# Inmigración cubana en Paraguay
La inmigración cubana en Paraguay hace referencia al desplazamiento o exilio de ciudadanos de la isla de Cuba al territorio del Paraguay, pudiendo ser éste de carácter transitorio o permanente.
Los cubanos ven en Paraguay una isla de democracia e ideales libertarios en una realidad política latinoamericana marcadamente influenciada por las ideas de izquierda. Una parte de los mismos veía a la nación sudamericana como un "trampolín" para inmigrar posteriormente a los Estados Unidos antes de las nuevas medidas migratorias impuestas por el gobierno de USA, los que deciden radicarse permanentemente en Paraguay son cubanos de diferentes ámbitos en búsqueda de desarrollo y desenvolvimiento personal en un ambiente de derechos y oportunidades que favorezcan su crecimiento y el ejercicio de derechos y libertades civiles o bien solicitantes de refugio político ó asilo.

## Asociación de Cubanos y Descendientes Residentes en Paraguay
La Asociación de cubanos y descendientes residentes en Paraguay es una organización de derecho, laica, sin ánimos de lucro y sin filiación o adhesión política alguna, constituida en la República del Paraguay con la matrícula jurídica 6715. La asociación se gestó como proyecto en agosto de 2018 y la fundación tuvo lugar el 13 de octubre de ese mismo año. 

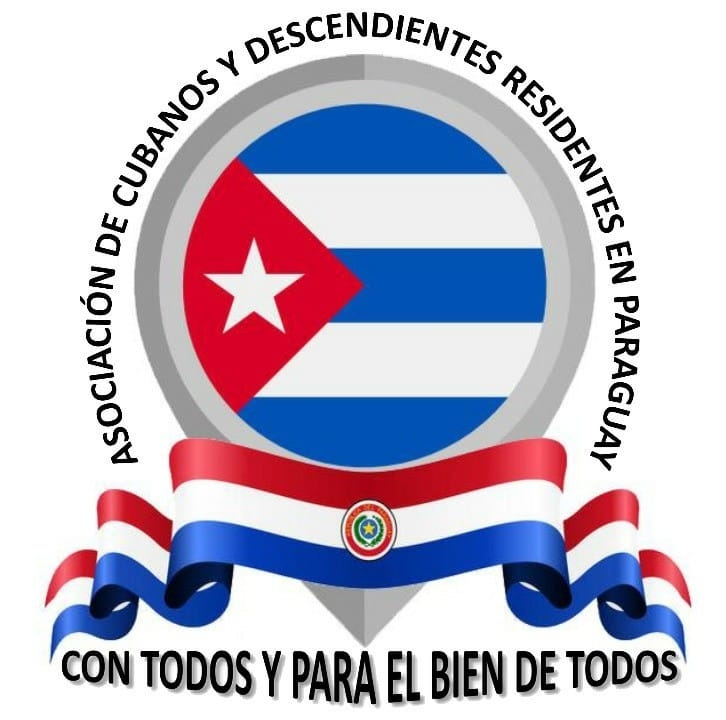

Su finalidad es: Aglutinar a los cubanos y cubanas residentes en Paraguay y a sus descendientes nacidos en este país, conseguir una óptima inserción en la sociedad paraguaya preservando nuestros valores y tradiciones culturales. Queremos representar los intereses de nuestros miembros armonizando el ejercicio de nuestras libertades individuales con los ideales más hermosos de la tierra guaraní. La asociación surge como el proyecto de un grupo de cubanos radicados en Paraguay que sintieron la necesidad de contar con un organismo civil, de derecho, libre de influencias políticas o ideológicas, que represente a la comunidad inmigrante cubana en Paraguay y se de a la tarea de conservar nuestros valores y tradiciones culturales representando socialmente a cada cubano y cubana desde el respeto al orden constitucional de la sociedad paraguaya. En 2020 modificamos los estatutos para admitir la asociación de cubanos solicitantes de refugio político en el escenario de la pandemia mundial de SARS/COVID-2019 debido a la necesidad de ese numeroso grupo de compatriotas y a que no disponían de ninguna organización que representara sus intereses. La asociación cuenta con el reconocimiento de varias organizaciones de trabajo con los migrantes en Paraguay y con ellos colabora en proyectos y programas de asistencia para migrantes y en proyectos de integración y capacitación de los asociados.

## Asociación José Martí
En mayo de 2014, fue constituida la Asociación José Martí de Cubanos Residentes en Paraguay, durante un acto efectuado en la Embajada de Cuba en Asunción. En la ocasión, los asistentes lanzaron el pronunciamiento "de trabajar unidos en el apoyo a las realizaciones de la Revolución Cubana y en la difusión de la realidad de la nación antillana frente a cualquier intento de distorsionarla", para así mantener vínculos con su representación diplomática en el país.
Una de sus primeras actividades ha sido el lanzamiento del concurso de ensayos breves "Dra. Magalys Rodríguez", destinado a premiar a autores paraguayos residentes en el país. La iniciativa rinde homenaje a la doctora Magalys Rodríguez, médica cubana de misión en Paraguay, quien había fallecido en un accidente automovilístico, cuando regresaba del interior, tras haber cumplido una asistencia médica a un paciente.
La asociación realiza encuentros fraternales entre residentes cubanos y paraguayos graduados en Cuba, así como conmemoraciones al aniversario del triunfo de la Revolución (1° de enero), en las que se reúnen tanto originarios del país antillano así como sus descendientes.
A más de integrarse a la sociedad de acogida, mediante la participación en el tradicional Desfile de la Diversidad con motivo de la fecha patria del Paraguay, los cubanos se reúnen de manera periódica en encuentros de béisbol en los terrenos del Parque Ñu Guazú de Luque. Otras festividades tienen como protagonista a la cocina típica; con el lechón asado, congrí, tamales, mariquitas y yuca con mojo, siempre al son de la música de la isla.

## Profesionales de la medicina
A fines de los años 90, en virtud a los acuerdos alcanzados entre el mandatario Fidel Castro y el entonces ministro de Educación Nicanor Duarte Frutos, fueron otorgadas becas de estudios a paraguayos en la Escuela Latinoamericana de Medicina de La Habana y pasantías en Paraguay de médicos cubanos, principalmente en localidades del interior. Este cupo de 70 becas anuales se ha traducido en más de 1.700 profesionales de la salud graduados en la isla, 400 de los cuales han conformado la "Coordinadora de Médicos Unidos y Solidarios", cuya misión es llevar atención primaria de salud sin costo, para distintos pueblos del Paraguay.
No obstante, en los últimos años, han surgido críticas a la competencia de los profesionales egresados en la universidad caribeña. En 2008, el Viceministro de Salud, Antonio Barrios, cuestionó la preparación de los mismos diciendo que "no tenían el nivel adecuado que sus notas les otorgaban". Sostuvo tal afirmación señalando que los graduados en Cuba no habían logrado "alcanzar los objetivos" que egresados de la Universidad Nacional de Asunción sí pudieron. Esto en relación con las bajas calificaciones, que los mismos obtuvieron durante los exámenes presentados ante el Comité Paraguayo Evaluador de la Residencia Médica (Conarem), como paso previo a ejercer la profesión.
Por su parte, en 2003 comenzaron a arribar al Paraguay médicos cubanos epidemiólogos para realizar estudios sobre agroquímicos, lepra, sida, dengue y con énfasis en el fortalecimiento de la vigilancia sanitaria. Dos años después, eran unos 70 los profesionales instalados en el todo el país.
La inserción de los galenos de origen cubano en el campo laboral paraguayo también ha tenido sus aristas conflictivas, que van desde denuncias por mala praxis, la falta de acreditaciones para ejercer la profesión hasta supuestos casos de xenofobia y explotación laboral, en los que se implica incluso a representantes del Estado.

## Refugiados
De acuerdo a los registros proveídos por la Comisión Nacional de Refugiados (CONARE), durante el año 2017 se presentaron 34 solicitudes de refugio, que incluyeron a un total de 55 personas; las cuales eran mayoritariamente de nacionalidad cubana (16 casos), seguidas por la siria (14) y la venezolana (12).
Otros registros oficiales de ese mismo año, señalaban que 72 cubanos habían obtenido el estatus de asilados o refugiados.
Por su parte, la CIPAE (Comité de Iglesias para Ayudas de Emergencia), cual es la agencia socia del ACNUR en Paraguay y encargada de los programas asistencia legal a refugiados y solicitantes de asilo; señalaba que de 130 refugiados y solicitantes de asilo, "mayor cantidad habían sido ciudadanos de origen cubano y colombiano".

## Personas destacadas
- Aldo Luberta Martínez: escritor, periodista y profesor universitario.[21]
- Juan Roberto Meza: médico y catedrático afincado en el Alto Paraná.[22]